# James Harbord

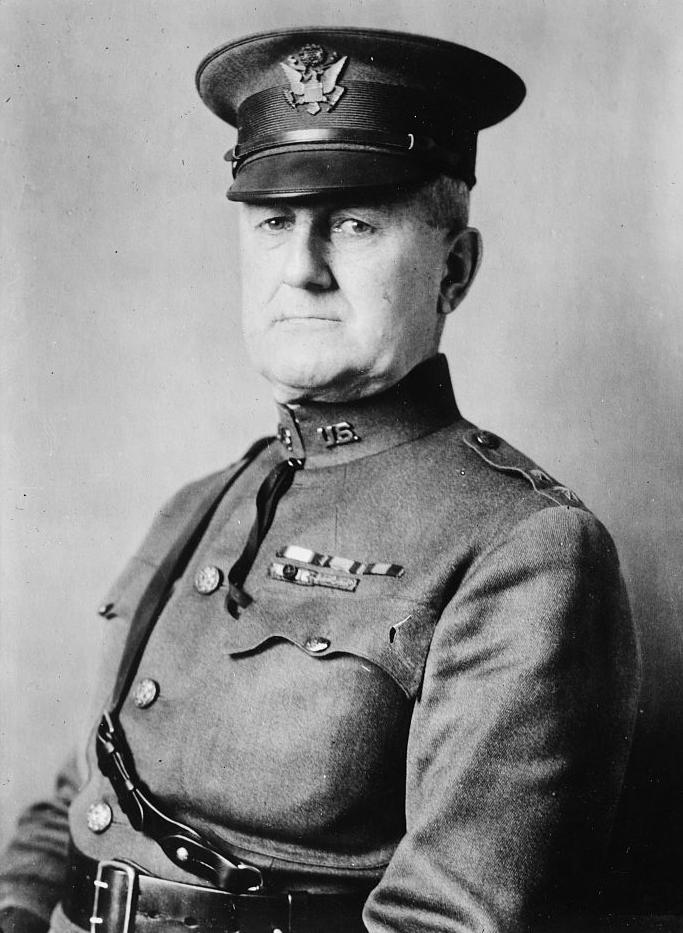
James Harbord.

James Guthrie Harbord, född 21 mars 1866 i Bloomington i Illinois, död 20 augusti 1947, var en amerikansk militär.
Harbord blev officer vid kavalleriet 1891, överstelöjtnant vid generalstaben 1917 och brigadgeneral samma år, generalmajor 1918 och erhöll avsked 1922. Han tjänstgjorde 1903-14 på Filippinerna och blev vid USA:s inträde i första världskriget 1917 generalstabschef vid den amerikanska expeditionsarmén. I maj 1918 erhöll han befälet över marinbrigaden och i juni samma år över 2:a fördelningen, som han ledde under Soissons-offensiven. Juli 1918-maj 1919 var Harbord chef för underhållsväsendet vid armén, varefter han återgick till generalstabschefsbefattningen. Efter kriget var han 1921-22 ställföreträdande generalstabschef. Harbord har utgett Leaves from av war diary (1926).